# Francesca Pellegrini
Francesca Pellegrini (Carrara, 2002) è un'ex ginnasta italiana.

## Carriera

### Junior
Nel 2016 partecipa al Trofeo Città di Pesaro con Lara Paolini, Anna Basta e Chiara Ferri.
Nel 2017 viene convocata nella squadra junior italiana, di cui poi sarà il capitano. Con la squadra partecipa al Grand Prix di Mosca, arrivando quinta. Al Grand Prix di Kiev conquista una medaglia d'oro alle dieci clavette. A Pesaro arriva seconda nell'all-around e quinta nella finale. A Sofia sale sul terzo gradino del podio. Partecipa agli Europei di Budapest, dove vince la medaglia d'argento con Rebecca Vinti, Talisa Torretti, Annapaola Cantatore, Melissa Girelli e Nina Corradini.

### Senior
Nel 2018 partecipa alla Gracia Fair Cup di Budapest.
A inizio 2019 annuncia il suo ritiro.

## Palmarès

### Campionati europei juniores
| Anno | Città    | Risultato | Specialità  |
| ---- | -------- | --------- | ----------- |
| 2018 | Budapest | Argento   | 10 clavette |